# Construcciones de la Sociedad Industrial de Aysén

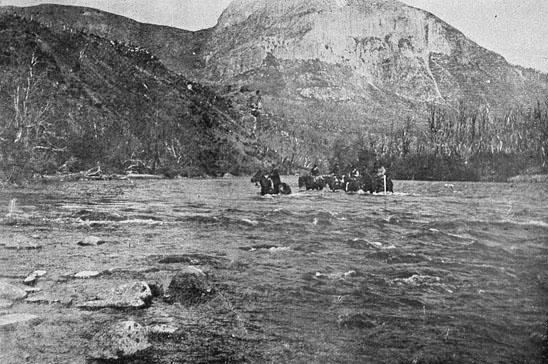
Trabajadores de la SIA vadeando el río Simpson

Las Construcciones de la Sociedad Industrial de Aysén son un conjunto de construcciones declaradas monumentos nacionales en el año 2009 y ubicadas en la Región de Aysén, Chile.
Deben su nombre a la Sociedad Industrial de Aysén (SIA), ubicada en la región de aysén, esta sociedad tenía trabajos de ganadería y agricultura, de administración de tierras de la región, establecer rutas terrestres entre Aysén y Coyhaique y rutas marítimas entre Aysén y Puerto Montt, por estas últimas se construyeron bodegas en la costa de la ciudad de Aysén.
Gracias al proyecto "Restauración de las construcciones" de la Sociedad Industrial de Aysén, se inaugura el 3 de enero de 2018 en estas instalaciones el Museo Regional de Aysén, proyecto financiado por el Gobierno Regional de Aysén y la ex DIBAM, actual Servicio Nacional del Patrimonio Cultural.

## Construcciones
Las construcciones de la SIA están ubicadas principalmente en las ciudades de Coyhaique, Aysén y Nirehuao, estas construcciones fueron nombradas monumentos nacionales en el año 2009
- La pulpería
- Casa de trabajadores
- Bodega de fertilizantes
- La casa de administración
- Cocina peones
- Baño de ovejas
- Cementerio[5]